# درشك (سلماس)
درشك هي قرية في مقاطعة سلماس، إيران. يقدر عدد سكانها بـ 505 نسمة بحسب إحصاء 2016.